# Lake Cherokee
Lake Cherokee es un lugar designado por el censo ubicado en los condados de Gregg y Rusk, Texas, Estados Unidos. Según el censo de 2020, tiene una población de 2980 habitantes.
En los Estados Unidos, un lugar designado por el censo (traducción literal de la frase en inglés census-designated place, CDP) es una concentración de población identificada por la Oficina del Censo exclusivamente para fines estadísticos.
En este caso se trata de un desarrollo residencial privado construido alrededor del lago homónimo.

## Geografía
Está ubicado en las coordenadas 32°21′37″N 94°39′0″O / 32.36028, -94.65000. Según la Oficina del Censo de los Estados Unidos, tiene una superficie total de 42.78 km², de la cual 31.82 km² corresponden a tierra firme y 10.96 km² son agua.

## Demografía

### Censo de 2020
| Raza                   | Núm. | Porc.   |
| ---------------------- | ---- | ------- |
| Blancos                | 2396 | 80.40 % |
| Afroamericanos         | 207  | 6.95 %  |
| Amerindios             | 26   | 0.87 %  |
| Asiáticos              | 1    | 0.03 %  |
| Otras razas            | 120  | 4.03 %  |
| De una mezcla de razas | 230  | 7.72 %  |
| Total                  | 2980 | 100 %   |

Del total de la población, el 10.37 % son hispanos o latinos de cualquier raza.

### Censo de 2010
Según el censo de 2010, en ese momento había 3071 personas residiendo en la zona. La densidad de población era de 71.75 hab./km². El 84.83 % de los habitantes eran blancos, el 7.95 % eran afroamericanos, el 0.75 % eran amerindios, el 0.26 % eran asiáticos, el 0.03 % eran isleños del Pacífico, el 4.23 % eran de otras razas y el 1.95 % eran de una mezcla de razas. Del total de la población, el 7.95 % eran hispanos o latinos de cualquier raza.